# Clearcreekita
La clearcreekita és un mineral de la classe dels carbonats. Rep el seu nom de la mina Clear Creek, a Califòrnia (Estats Units), on va ser descoberta.

## Característiques
La clearcreekita és un carbonat de fórmula química (Hg₂+)1.5(CO₃)(OH)·2H₂O. Cristal·litza en el sistema monoclínic.
Segons la classificació de Nickel-Strunz, la clearcreekita pertany a «05.DC - Carbonats amb anions addicionals, amb H₂O, amb cations grans» juntament amb els següents minerals: ancylita-(Ce), calcioancylita-(Ce), calcioancylita-(Nd), gysinita-(Nd), ancylita-(La), kozoïta-(Nd), kozoïta-(La), kamphaugita-(Y), sheldrickita, thomasclarkita-(Y), peterbaylissita i niveolanita.

## Formació i jaciments
Va ser descoberta a la mina Clear Creek, al districte de New Idria del Comtat de San Benito, a Califòrnia (Estats Units). Es tracta de l'únic indret on ha estat trobada aquesta espècie mineral.